# Wolverton and Greenleys
Wolverton and Greenleys è un villaggio e parrocchia civile dell'Inghilterra, appartenente alla contea del Buckinghamshire.